# Битва за Сюйчжоу
Битва за Сюйчжоу (кит. трад. 徐州会戦, упр. 徐州会战, пиньинь Xúzhōu Huìzhàn, палл. Сюйчжоу Хуэйчжуань) — битва Японо-китайской войны, прошедшая в 1938 году, между армиями Китая и Японии.

## Предыстория
В 1937 году войска японского Северо-Китайского фронта преследовали 29-ю армию Сун Чжэюаня, отступавшую к югу вдоль железной дороги Тяньцзинь-Пукоу после поражения в сражении за Пекин и Тяньцзинь. После победы Японии в битве за Нанкин, Северо-Китайский фронт продвинулся на юг, стараясь установить связь с японской группировкой в центральном Китае, и игнорируя приказы из Токио об остановке наступления. Большинство китайских механизированных и военно-воздушных сил в восточном Китае были уничтожены в битве за Шанхай в 1937 году; новое снаряжение хотя и было приобретено за границей, но ещё не было доставлено в страну.
Хань Фуцзюй — генерал-губернатор провинции Шаньдун — отклонил приказ Чан Кай-ши об отступлении для сохранения сил. После того, как в январе 1938 года был оккупирован Циндао, Хань Фуцзюй был арестован и казнен 24 января. В марте 1938 года японские войска оккупировали север провинции Шаньдун, в том числе столицу Цзинань. Линия обороны вдоль Хуанхэ была прорвана.

## Военно-стратегическая ситуация
Японская армия продолжала наступление в Центральном Китае, стремясь как можно быстрее выйти к реке Янцзы на всем ее протяжении от Нанкина до Уханя. Японское правительство в обращении к войскам от 1 февраля 1938 года подчеркивало, что «быстрейшее завершение операций против китайских армий является делом престижа империи и ее солдат». Командование японских войск на фронте центрального Китая задумало Сюйчжоускую наступательную операцию, целью которой было окружение и уничтожение в районе Сюйчжоу китайской армии. В процессе подготовки к этой операции была поставлена задача захватить плацдарм на северном берегу реки Хуайхэ южнее Сюйчжоу. Для этой цели была выделена из нанкинской группировки войск 13-я пехотная дивизия (18 200 солдат и офицеров).
В распоряжении гоминьдановского командования были на этом направлении значительные силы: в районе Линхайгуаня — 51-я армия (113-я и 114-я пехотные дивизии), в районе Фынъян— Диньюань — 31-я армия (32-я пехотная дивизия и 5-я отдельная бригада); кроме того, в районе Лучжоу сосредоточивалась вновь сформированная 7-я армия (170—172-я пехотные дивизии) 92. Всего более 70 тысяч солдат и офицеров.

## Ход сражения

### Первый этап
Части японской 13-й дивизии нанесли удар сначала по 31-й армии в районе Диньюань, отбросили ее на Шоусянь и 1 февраля на участке Линхайгуань — Банбу вышли к реке Хуайхэ, войдя в боевое соприкосновение с частями 51-й армии. В ночь на 10 февраля японские войска форсировали Хуайхэ и закрепились на ее северном берегу. Глубина плацдарма достигала 18 км. Этим по существу была достигнута цель, поставленная перед 13-й дивизией. Захват плацдарма на северном берегу Хуайхэ позволил японским частям прикрыть сосредоточение своей главной группировки, которая готовилась перейти в наступление с этого плацдарма на Сюйчжоу с юга.
Другая группа войск должна была перейти в наступление с севера, вдоль Тяньцзинь-Пукоуской железной дороги. Перед ней была поставлена задача захватить город Тайэрчжуан, который должен был служить исходным пунктом для наступления на Сюйчжоу с северо-востока. 26 марта две японские дивизии (5-я и 10-я, всего около 50 тысяч солдат и офицеров) при поддержке танков и артиллерии начали бои за Тайэрчжуан.
31-я китайская дивизия, оборонявшая город, оказала противнику упорное сопротивление. Когда обе японские дивизии втянулись в бои за Тайэрчжуан, части 20-й китайской армии нанесли им мощный контрудар во фланг и тыл, ее поддержали части 40-й и 59-й армий. Японцы за десять дней боев потеряли около 10 тысяч солдат и офицеров убитыми, ранеными и пленными, около 20 тысяч солдат и офицеров в беспорядке отступили в северо-западном направлении.

### Второй этап
После этого поражения, японцы решили окружить Сюйчжоу, разместив части Северо-Китайского фронта на севере, а части Центрально-Китайской экспедиционной армии — на юге. Северо-Китайский фронт состоял из четырёх дивизий и двух пехотных бригад, взятых из Квантунской армии. Центрально-Китайская экспедиционная армия состояла из трёх дивизий и двух танковых батальонов с моторизованными вспомогательными подразделениями, которые были сведены в Отряд Иванаки и Отряд Имады. Задачей войск Центрально-Китайской экспедиционной армии было отрезать Сюйчжоу с запада, и не дать китайским войскам вырваться из окружения в западном направлении.
Японцы сосредоточили для участия в этой операции более 200 тысяч солдат и офицеров и около 400 танков. Китайские войска насчитывали более 400 тысяч солдат и офицеров, однако имевшееся у них оружие было старого образца, не хватало военной техники и боеприпасов.
8 мая обе группировки японских войск одновременно начали наступление. К 15 мая северная группа японских войск вышла на линию Юйтай — Цзиньсян — Чэньу— Цаосянь, а южная— на линию Юнчэн — Суйцикоу. Японская авиация бомбила Сюйчжоу. Наступила решающая фаза борьбы за этот город. 17 мая северная и южная группировки японской армии соединились и заняли Сяосянь. Однако полностью окружить и уничтожить китайские войска в районе Сюйчжоу японскому командованию не удалось.
После бомбардировки японцами Сюйчжоу во второй половине дня 15 мая был отдан приказ об отходе китайских войск в западном направлении вдоль Лунхайской железной дороги и в юго-западном направлении вдоль реки Янцзы. К исходу дня 16 мая главные китайские силы успели выйти за рубеж Хуайюань — Инчжоу и оторвались от противника.
Чтобы остановить подход китайских подкреплений с запада, японцам пришлось задействовать дополнительные силы, что вылилось в бои за северную и восточную Хэнань. Китайские контратаки здесь привели к боям за Ланьфэн.

## Результаты
В итоге Сюйчжоуской операции японское командование добилось решения важной оперативной задачи — соединения двух изолированных до этого фронтов (Северного и Центрального) — и получило свободу маневра по железным дорогам Тяньцзинь — Пукоу, Пекин — Ханькоу. Положение гоминьдановских войск на Центральном фронте значительно ухудшилось. Уничтожение дамб на Хуанхэ дало китайскому командованию больше времени для подготовки к сражению при Ухане.